# 城所竜太
城所 竜太（きどころ りょうた、1976年 - ）は、日本の構造家（構造エンジニア）。現在、オーヴ・アラップ・アンド・パートナーズ・ジャパン・リミテッド（アラップ）の代表。2013年〜慶應義塾大学非常勤講師。JSCA賞（作品賞）などを受賞。
米国ニューヨーク出身。1998年にコーネル大学を卒業後、ニューヨークのThornton Tomasettiに入社。2000年に日本に移住し、アラップ東京事務所入社。現在、アラップの日本社社の代表。

## 主な構造設計作品
- 2007年　ニコラス・G・ハイエックセンター[3]（スウォッチ・グループジャパン店舗兼本社ビル）
- 2008年　犬島精錬所美術館
- 2010年　六甲枝垂れ
- 2015年　大分県立美術館
- 2015年　直島ホール（直島町民会館）
- 2016年　おりづるタワー
- 2017年　静岡県富士山世界遺産センター
- 2019年　台南市美術館
- 2020年　Amanpuri Retail Pavilion

## 主な著書
- 2010年 「構造デザインの歩み」（共著）
- 2014年 「デザイナーのための建築構造入門」 (翻訳)

## 主な講演歴
- 2007年　JIA愛知建築セミナー2007「明日をつくる建築家のために」
- 2012年　Aalborg University Denmark - UTZON Lecture series[4]
- 2017年　Canadian Society of Civil Engineers Hong Kong Branch conference